# Храм Різдва Пресвятої Богородиці (Дергачі)
Храм Різдва Пресвятої Богородиці — православний храм у місті Дергачі Дергачівського району Харківської області. Входить до  XI-го благочиння Харківської єпархії Української православної церкви (Московського патріархату).

## Історія храму
Перша згадка про дерев'яний Різдва Пресвятої Богородиці храм у слободі Деркачі з'являється в 1691 році. Храм був розташований на піщаній рівнині, яка зветься Буряківкою. Будівником храму був Яків Туранський
«Ст велик. Государей Царей и В. К. Иоанна Алексеевича и Петра Алексеевича и велик. Государини Царевны Софии Алексеевны всея великия и малыя и белыя России Самодержцев в Харьков воеводе Василью Ивановичу Сухотину. Пожаловали мы, вел. Государи, Харьковскаго уезда села Деркачей Рождественскаго попа Иякова с пречетники, велели им дать нашего, вел. Государей, жалованья, вместо денежной и хлебной руги, на пашню земли 50 четвертей Харьковскаго уезду из порожних земель. И как к тебе ся наша грамата придет, и ты б о даче нашего вел. Государей жалованья пашенной земли попу Якову с причетники учинить повелел по сему наше¬му, вел. Государей, жалованью. Пис. на Москве л. 7194 (1686) Июля 29. Скрепил Федько Замятин». 
Сучасний храм побудовано з  цегли на початку XIX ст. на місці старого, освячення храму відбулося у 1868 році. В будівництві храму брав участь священник Тимофій Туранський, правнук Якова Туранського.
З приходом радянської влади та початком атеїстичної політики Храм Різдва Пресвятої Богородиці припинив свою діяльність і в ньому було відкрито майстерню МТС. Під час Другої Світової війни служби відновилися, але в 50-ті роки храм знову закрили. На прохання місцевих мешканців у 60-ті роки храм знову почав працювати.  
З 2010 року з призначенням протоієрея Василя Йосиповича Товкана та завдяки прихожанам та жертводавцям проведені великі ремонтні і реставраційні роботи. Замінено повністю дах, вікна, проводку, перероблені купол, сходи, навіси над сходами, відреставровано дзвони, замінено три іконостаси на дерев'яні різьблені позолочені, здійснений розпис куполу і стін(деякі елементи позолочені), придбано три нових панікадила, оновлено опалення, додано теплу підлогу, пофарбовано фасад церкви. 

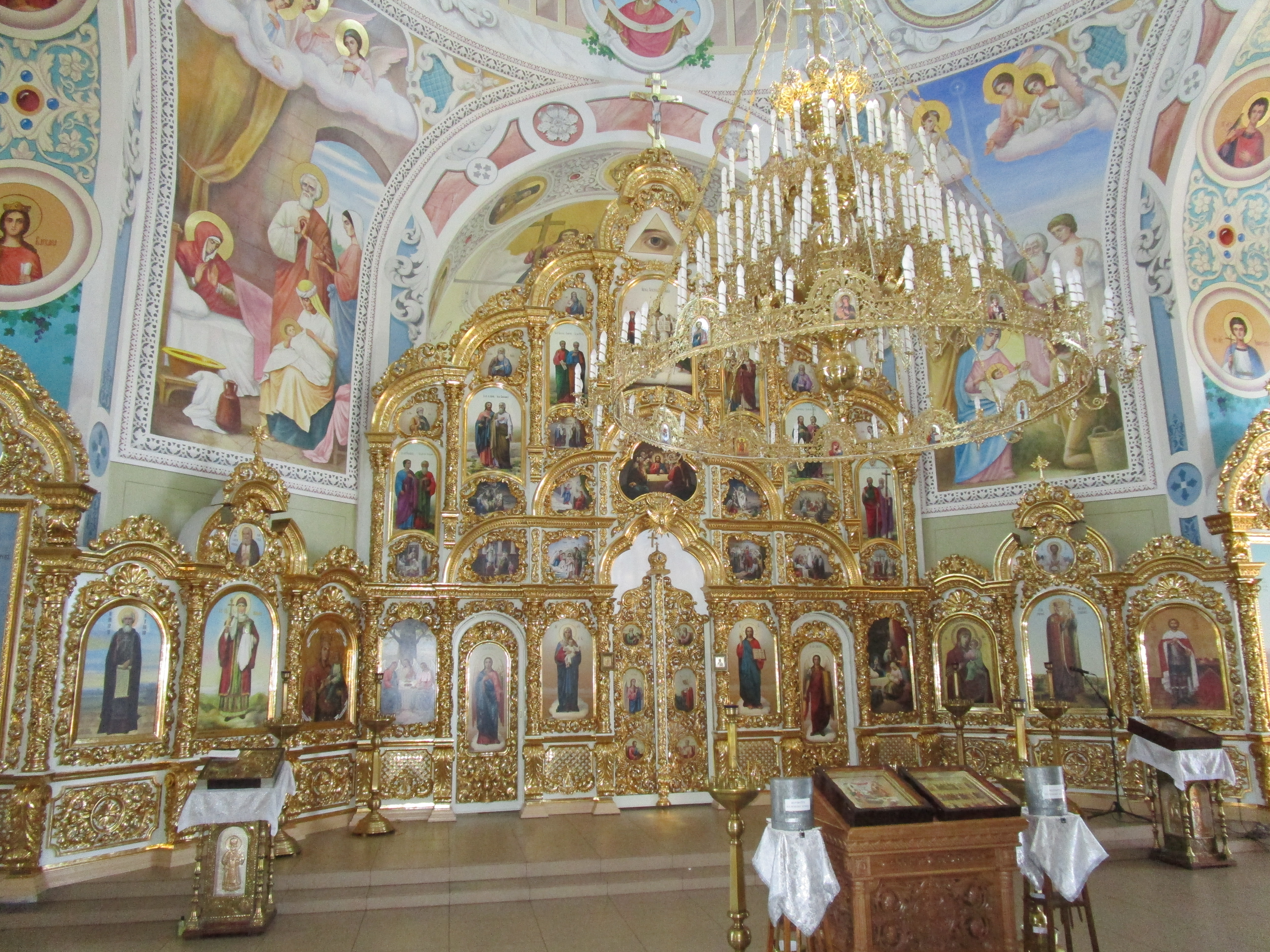
Іконостас Храма Різдва Пресвятої Богородиці (загальний план, Дергачі)
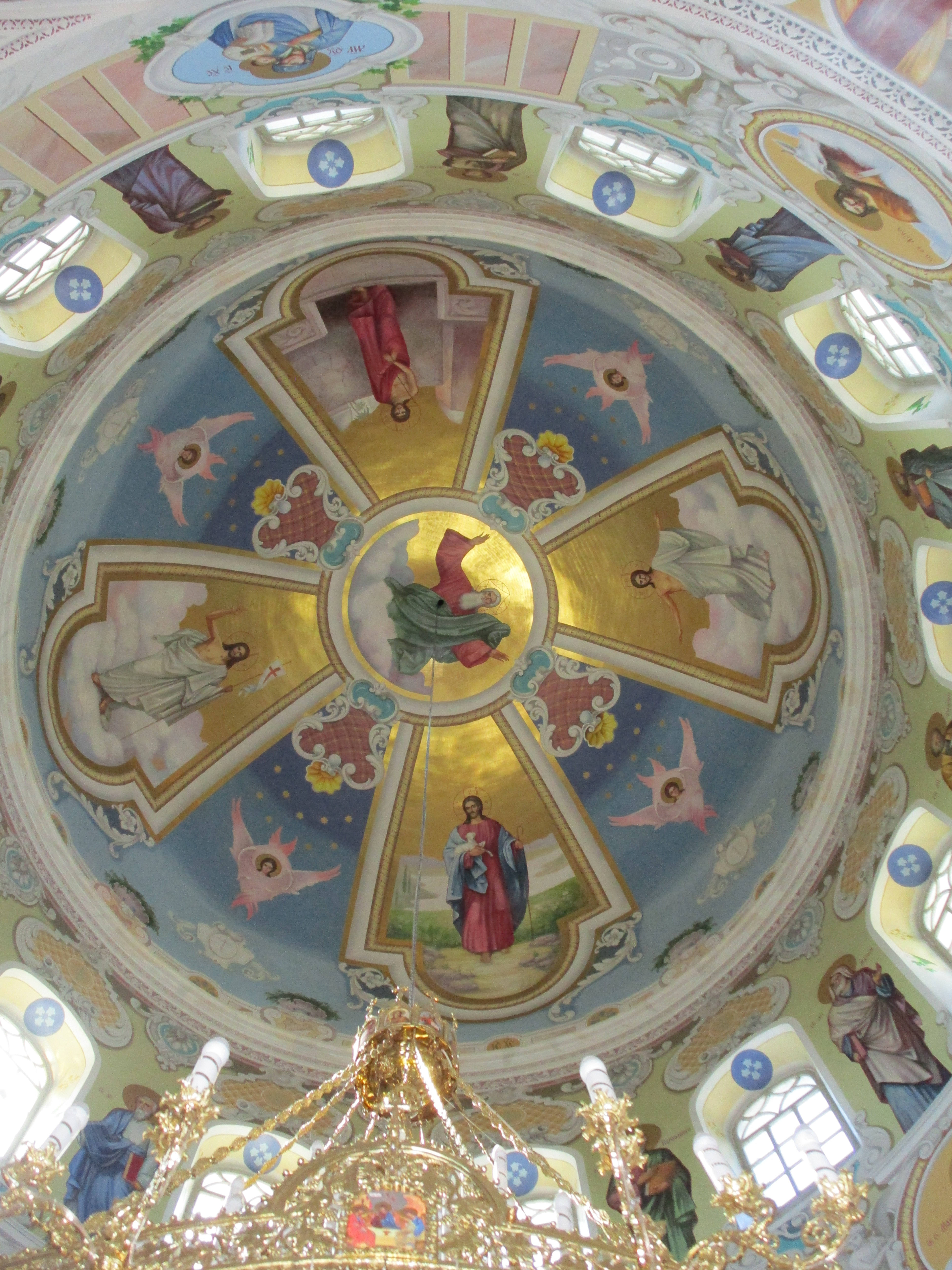
Купол Храму Різдва Пресвятої Богородиці (Дергачі)
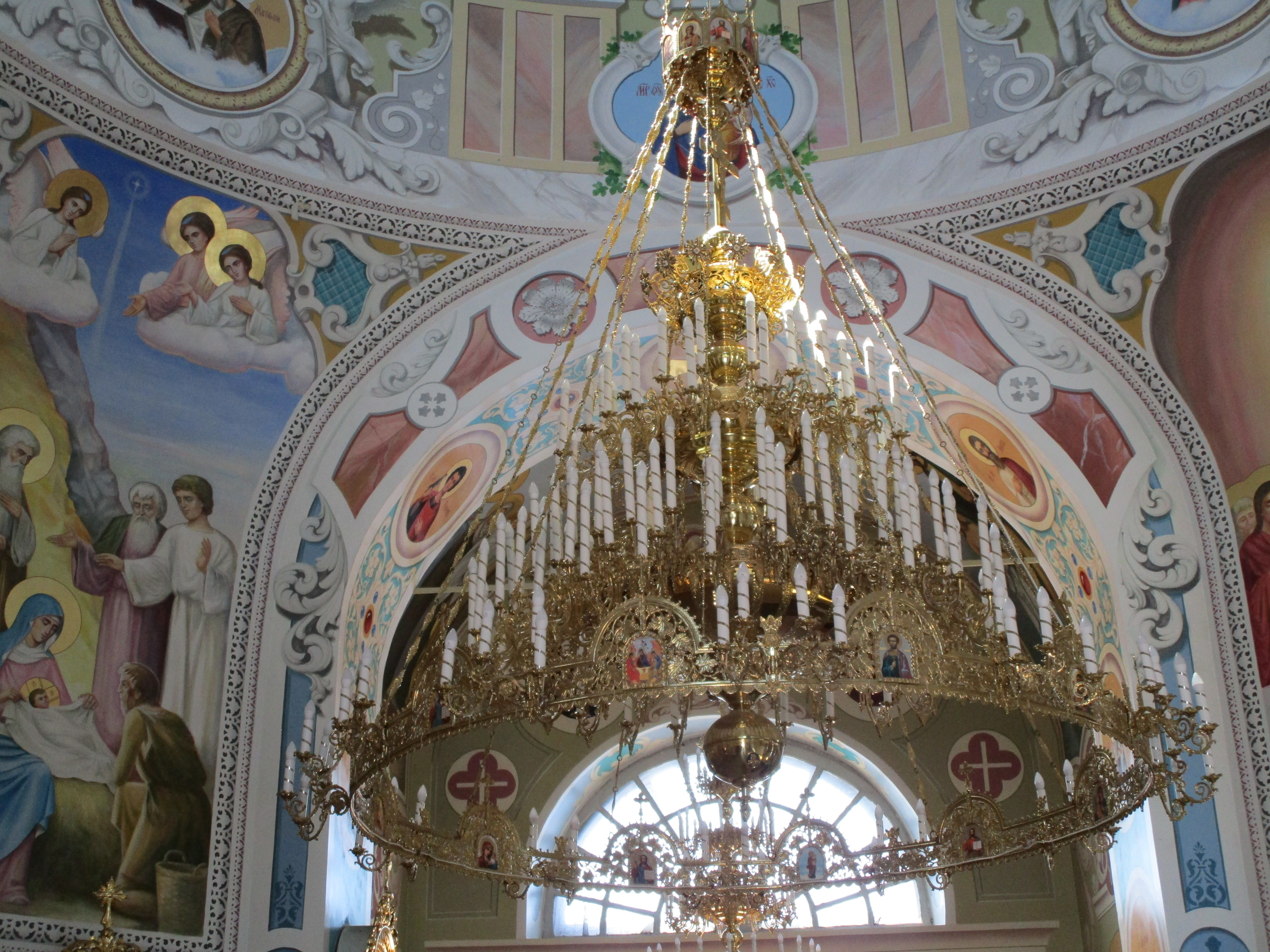
Центральне панікадило Храму Різдва Пресвятої Богородиці (Дергачі)
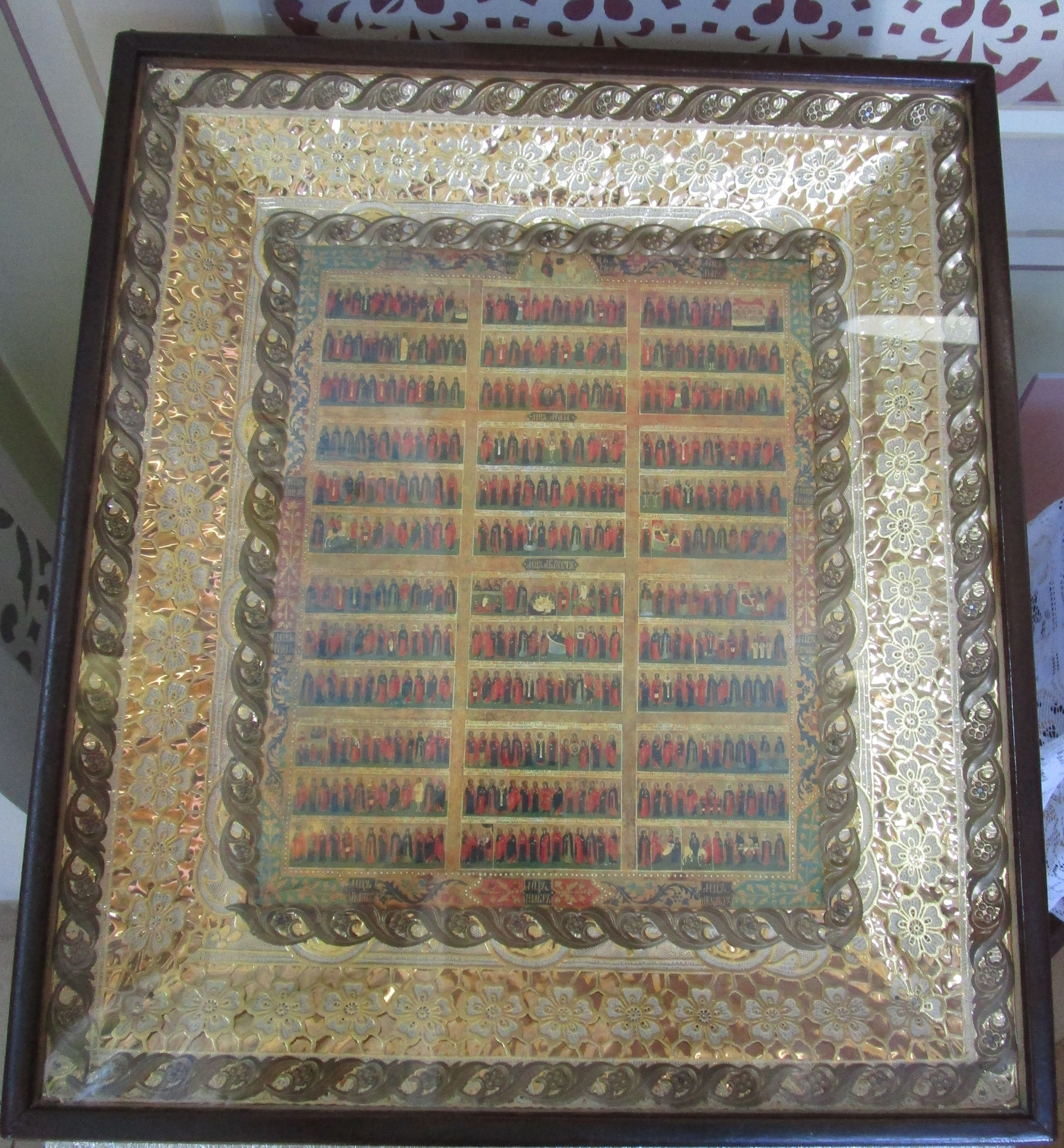
Ікона Собор Всіх Святих Храму Різдва Пресвятої Богородиці (Дергачі)
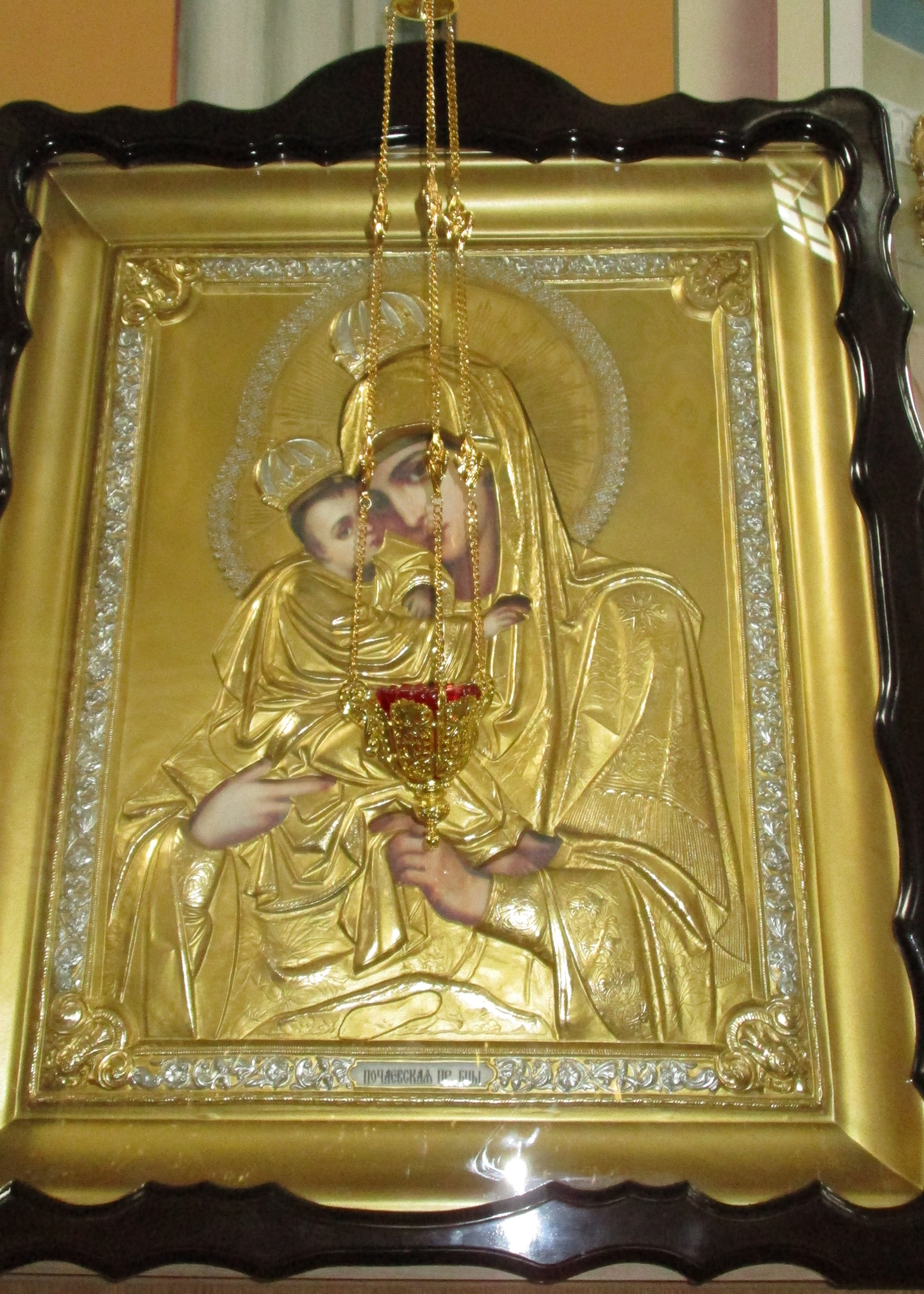
Почаївська ікона Божої Матері Храму Різдва Пресвятої Богородиці (Дергачі)

У 2010-2012 роках побудовано двохповерхову недільну школу. 

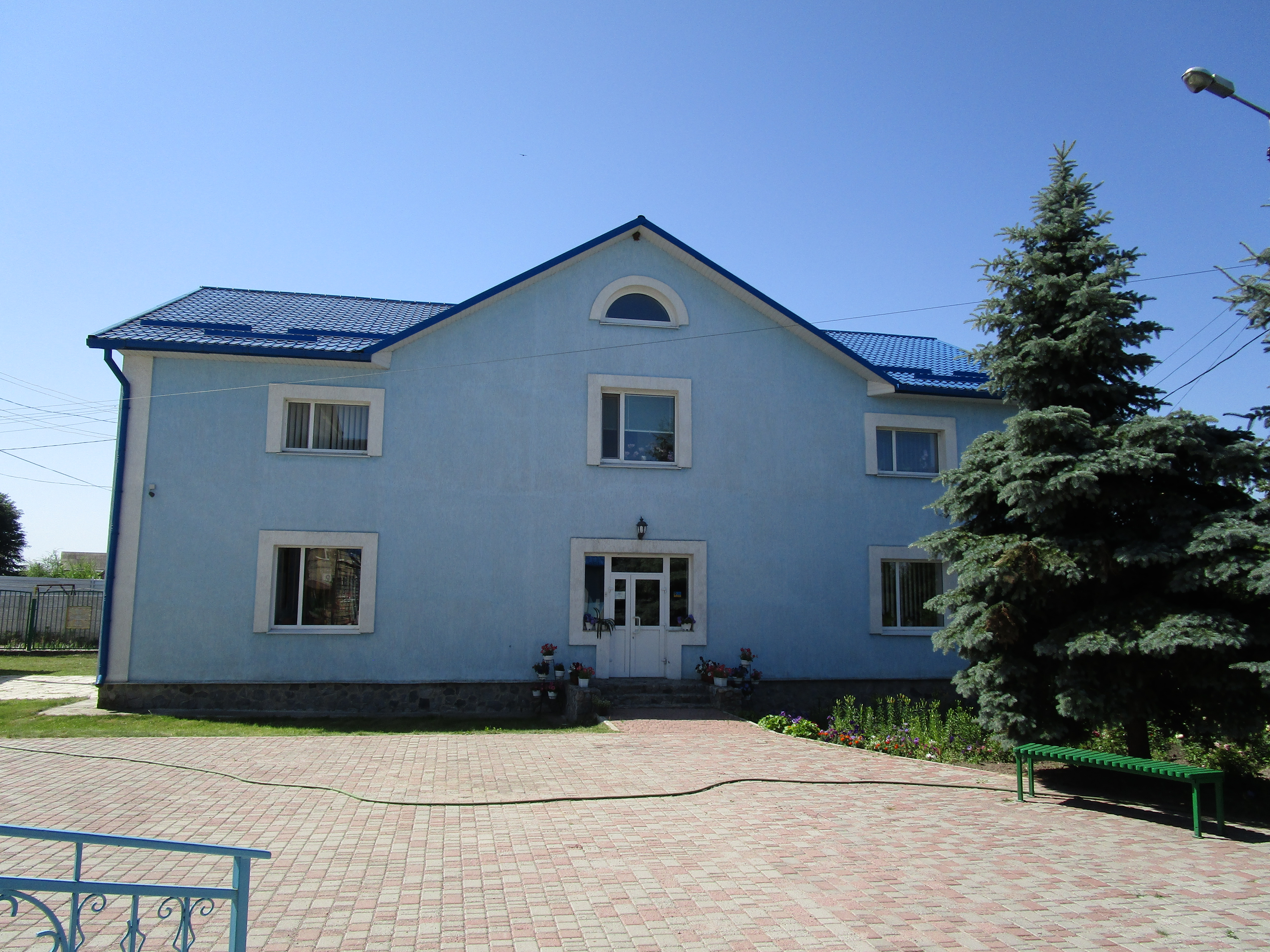
Недільна школа

У приміщенні школи знаходяться хрестильня, бібліотека, просфорня. Школу відвідують 65 учнів трьох вікових груп — молодшої, середньої та старшої. Викладається Закон Божий, вокал, також діє гурток в'язання. У святкові дні вихованці школи виступають з концертами, по великих святах дитячий хор бере участь у богослужіннях.
У 2018 році відкрито іконну лавку.

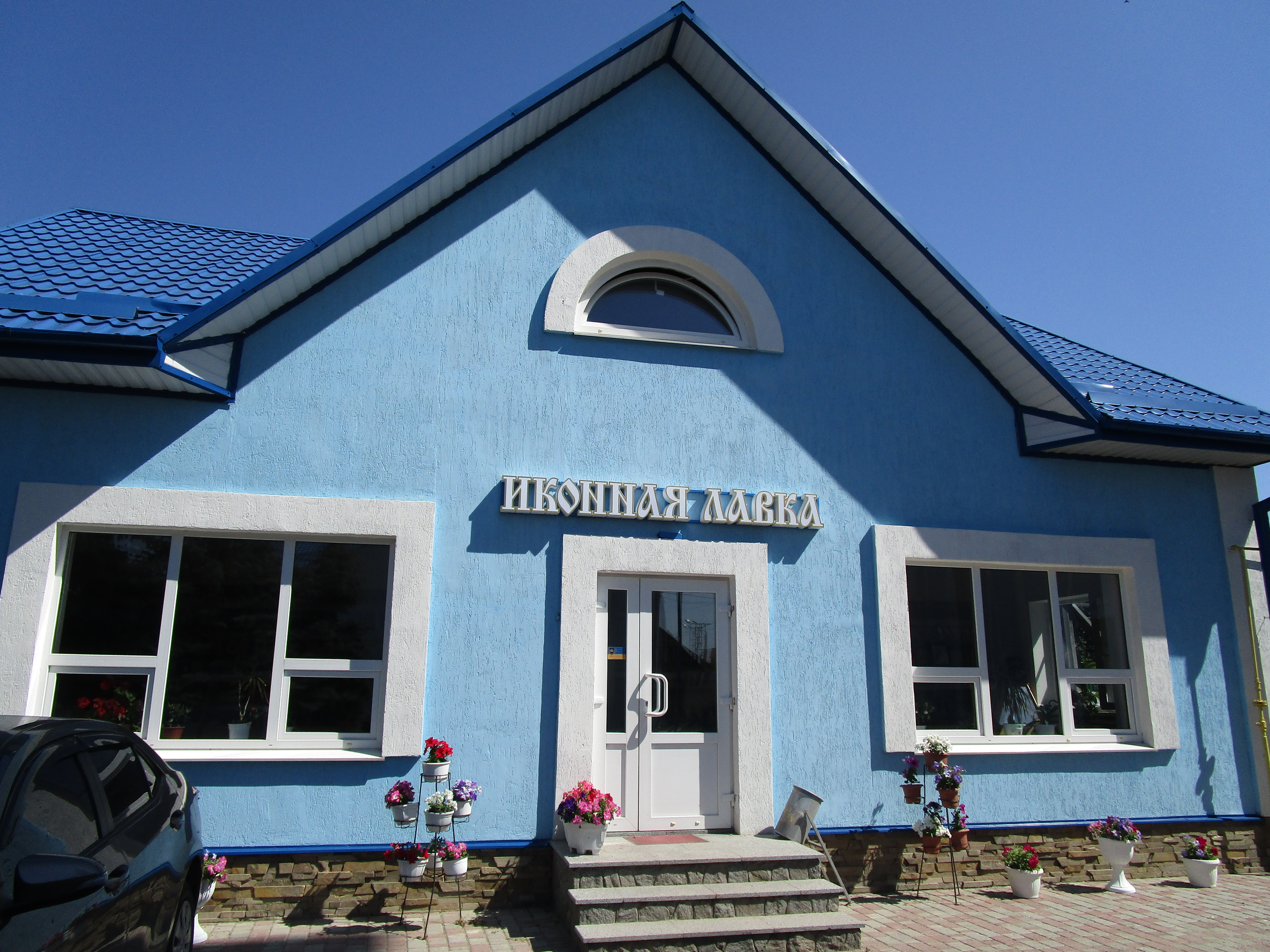
Іконна лавка

4 квітня 2022 року церква була пошкоджена російським обстрілом. Вибито вікна, пошкоджено фасади та інтер'єри, сильно пошкоджені іконна лавка та недільна школа.

## Настоятель
Настоятель храму з 2010 року Протоієрей Василь Йосипович Товкан 

### XIX—XX сторіччя
- Священник Іосиф Закрицький (1898-1900 роки)
  - Василій Савченко (1890-?) —  діакон
  - Геогрій Туранський (1884-? роки) — псаломщик
  - Платон Клячко (1900- ? роки) — церковний староста[9]

## Цікаві факти
- У храмі збереглися чотири старовинні ікони

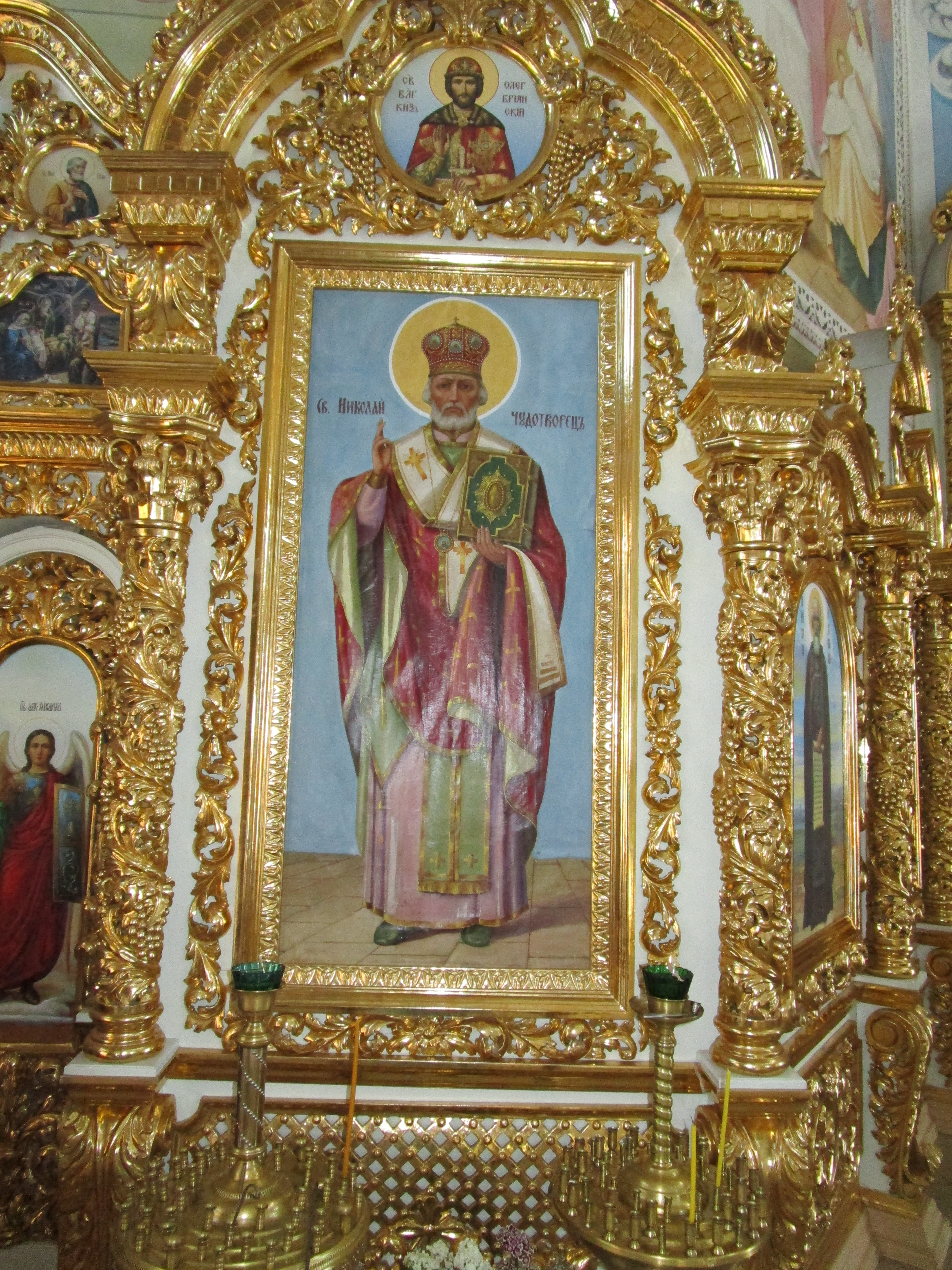
Ікона Миколай Чудотворець Храму Різдва Пресвятої Богородиці (Дергачі)
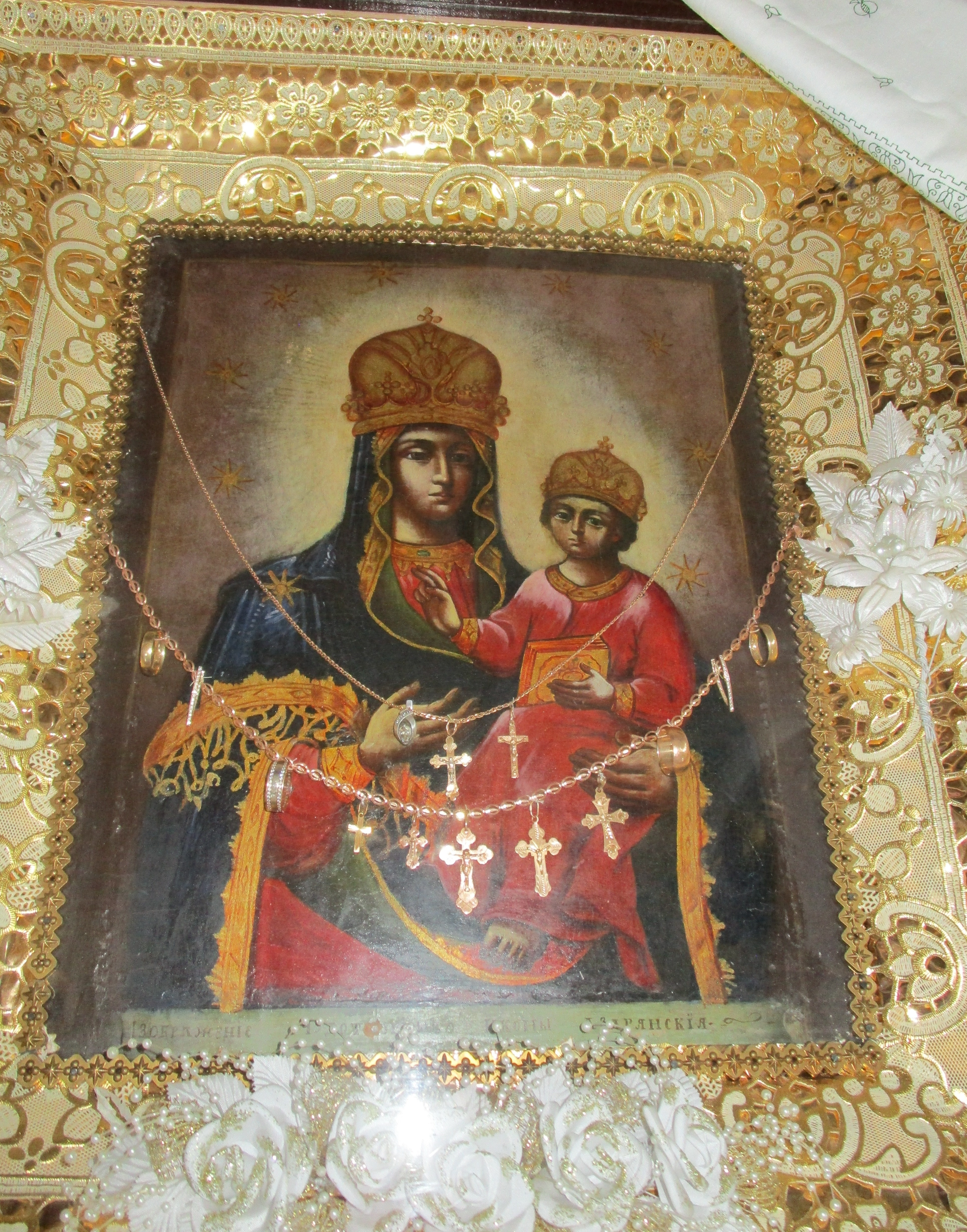
Озерянська ікона Божої Матері Храму Різдва Пресвятої Богородиці (Дергачі)
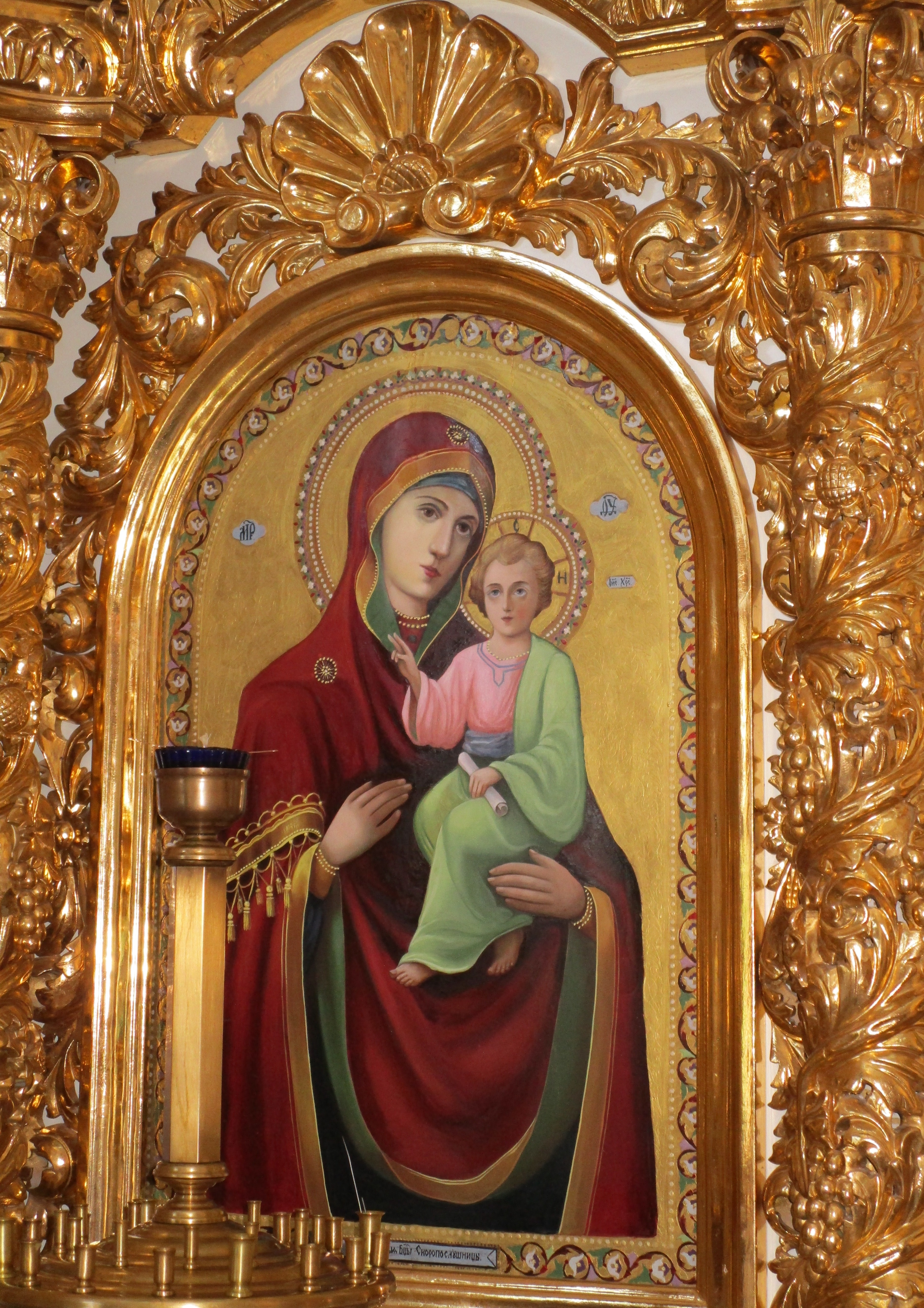
Ікона Скоропослушниця Храму Різдва Пресвятої Богородиці (Дергачі)
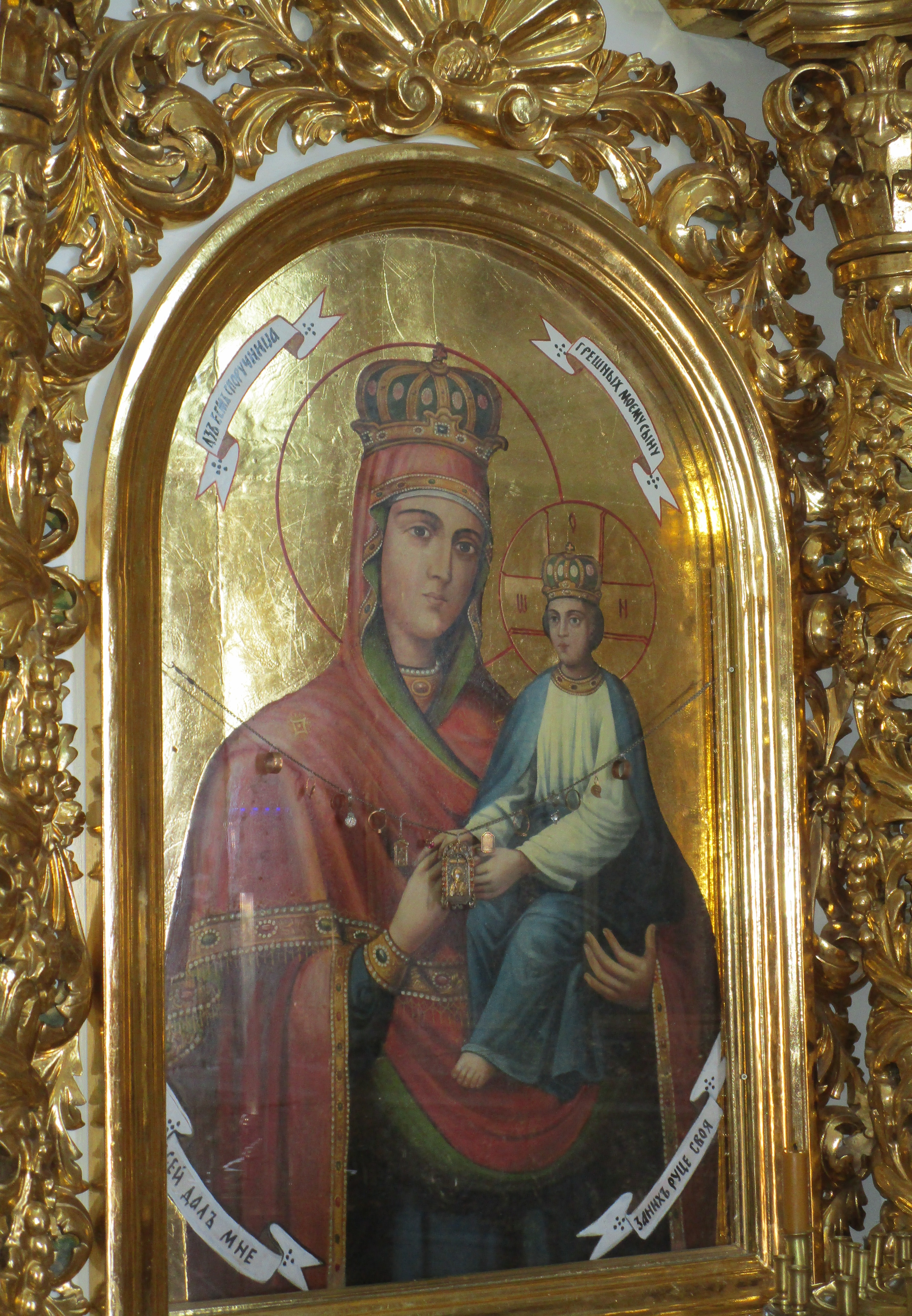
Ікона Споручниця грішних Храму Різдва Пресвятої Богородиці (Дергачі)